# Jan Stepa
Jan Piotr Stepa (* 24. Juni 1892 in Sasów, Galizien; † 28. Mai 1959 in Tarnów, Polen) war Bischof von Tarnów.

## Leben
Der Sohn eines Bildhauers studierte nach dem Abitur im Jahre 1911 Theologie an der Jagiellonen-Universität in Krakau und wurde am 29. Juli 1915 von Józef Bilczewski, dem Erzbischof von Lemberg, zum Priester geweiht. Nach einigen Jahren in der Gemeindepastoral und im Schuldienst nahm er 1922 ein Studium der Philosophie in Belgien auf und promovierte 1925. Während des Studiums engagierte er sich in der Seelsorge unter den polnischen Emigranten in Belgien und Frankreich. Er lehrte an der Universität Lemberg und wurde am 1. September 1932 außerordentlicher Professor. Er war Rektor des Priesterseminars in Lemberg und Generalvikar des Erzbischofs Eugeniusz Baziak.
Am 4. März 1946 wurde er von Papst Pius XII. zum Bischof von Tarnów ernannt. Die Bischofsweihe erhielt er durch Kardinal Adam Stefan Sapieha, dem Erzbischof von Krakau; Mitkonsekratoren waren der Erzbischof von Lemberg, Eugeniusz Baziak und der Weihbischof in Krakau, Stanisław Rospond. In den Nachkriegsjahren, in der Zeit des Stalinismus hatte er viele Probleme mit der Aufrechterhaltung religiösen Lebens der Gläubigen.
Er starb am 28. Mai 1959 bei der Teilnahme an der Fronleichnamsprozession und wurde auf dem alten Friedhof in Tarnów beigesetzt. Im Jahre 1964 wurden die sterblichen Überreste in der Krypta der Kirche der Gottesmutter von Fatima in Tarnów überführt.